# Aidlingen (Landschaftsschutzgebiet)
Aidlingen ist ein Landschaftsschutzgebiet (Schutzgebietsnummer 1.15.091) im Landkreis Böblingen.

## Lage und Beschreibung
Das Schutzgebiet entstand durch Verordnung des Landratsamts Böblingen vom 25. Juli 1996. Mit dem Inkrafttreten dieser Verordnung trat die Verordnung des Landratsamtes Böblingen mit dem Namen „Ratberg und Umgebung“ vom 10. Oktober 1974, mit der für die Gemarkungen Aidlingen, Deufringen, Dachtel und Lehenweiler bereits ein Landschaftsschutzgebiet festgelegt worden war, außer Kraft. Es handelt sich um mehrere Gebietsteile rund um die Gemeinde Aidlingen und ihrer Ortsteile Dachtel, Deufringen und Lehenweiler. Das Gebiet gehört zum Naturraum 122-Obere Gäue innerhalb der naturräumlichen Haupteinheit 12-Neckar- und Tauber-Gäuplatten.

## Schutzzweck
Wesentlicher Schutzzweck ist die Erhaltung und Sicherung des ursprünglichen Charakters einer vielgestaltigen Kulturlandschaft in ihrer Funktion für den Naturhaushalt, als Lebensraum der heimischen Tier- und Pflanzenwelt, insbesondere auch als deren genetisches Reservoir und als größerer, zusammenhängender Erholungsraum. Das Landschaftsschutzgebiet soll vor störenden und beeinträchtigenden Veränderungen bewahrt werden.